# Стрельники (Путивльский район)
Стрельники (укр. Стрільники) — село,
Стрельниковский сельский совет,
Путивльский район,
Сумская область,
Украина.
Код КОАТУУ — 5923887701. Население по переписи 2001 года составляло 402 человека .
Является административным центром Стрельниковского сельского совета, в который, кроме того, входят сёла
Кагань и
Ротовка.

## Географическое положение
Село Стрельники находится на берегу реки Клевень в месте впадения в неё реки Кубер,
выше по течению на расстоянии в 3 км расположены сёла Вязенка и Котовка,
ниже по течению на расстоянии в 2,5 км расположено село Ротовка.
Река в этом месте извилистая, образует лиманы, старицы и заболоченные озёра.

## История
Имение Беловежки впервые упоминается в документе Литовской метрики, датированном 1498 годом.

## Экономика
- «Свитанок», фермерское хозяйство.
- «Лугань», фермерское хозяйство.
- «Стрелецкое», ЧП.